# Пробудження життя
«Пробудження життя» (англ. Waking Life) — анімаційно-ігровий доку-фікшн фільм Річарда Лінклейтера. Матеріал з живими акторами був записаний на звичайну плівку, а потім за допомогою комп'ютера він піддався анімаційній обробці. Основний об'єкт картини — сон. В Україні фільм також відомий під назвою «Життя наяву». Одні з персонажів «Пробудження життя» — Джессі і Селін з фільму 1995 року «Перед світанком».

## Про фільм
Фільм створений Лінклейтером, який виконав в даній роботі і функції режисера, і функції оператора. Після закінчення зйомок роботу над «Пробудженням життя» продовжили приблизно 30 аніматорів, які за допомогою комп'ютера повністю змінили зовнішній вигляд фільму. Після цього він почав виглядати швидше як анімація. «Плаваючі» об'єкти в кадрі, мінливі обличчя персонажів і багато іншого, за задумом, повинні нагадувати сон, який і є головною темою даного фільму.
Пізніше за тією ж технологією режисер створив кінострічку Затьмарення.

## Сюжет
Головний герой фільму зустрічається з різними людьми і слухає їхні роздуми на філософські та езотеричні теми (реінкарнація, смерть і життя, еволюція), які пізніше концентруються навколо природи сну і практик усвідомлених сновидінь. Також персонажі фільму висловлюються з різних питань ставлення до життя. Піднімаються гострі питання, що стосуються «рабської системи», в якій ми існуємо. У розмовах і спостереженнях головний герой розуміє, що все, що відбувається навколо йому сниться, і він не може вибратися з цього сну. Один сон відразу ж змінюється іншим.

## Нагороди
На фестивалі у Венеції в 2001 році «Пробудження життя» отримав нагороду CinemAvvenire за найкращий фільм, а в 2002 — нагороду американських критиків за найкращий експериментальний фільм.

## Цікаві факти
В епізоді презентації мавпою своєї теорії можна побачити кілька кадрів з живих виступів американської гранж-групи Nirvana.

## У ролях
| Актор             | Роль                              |
| ----------------- | --------------------------------- |
| Вайлі Віггінс     | головний персонаж                 |
| Ітан Гоук         | Джеcсі                            |
| Жюлі Дельпі       | Селін                             |
| Алекс Джонс       | хлопець в машині з гучномовцем    |
| Адам Голдберг     | один з 4 чоловік                  |
| Стівен Содерберг  | хлопець в інтерв'ю на телебаченні |
| Річард Лінклейтер | хлопець, що грає в пінбол         |